# سام وليامز
سام وليامز (بالإنجليزية: Sam B. Williams)‏ (و. 1921 – 2009 م) هو مهندس من الولايات المتحدة الأمريكية .
توفي عن عمر يناهز 88 عاماً.

## جوائز
حصل على جوائز منها:
- قلادة العلوم الوطنية الأمريكية في مجال التكنولوجيا والإبتكار.